# Tejido granular
Se denomina tejido granular al tejido conectivo fibroso que perfunde y reemplaza un coágulo de fibrina en la cicatrización de heridas. El tejido granular por lo general crece desde la base de la herida y tiene la capacidad de rellenar heridas sin importar su tamaño. 

## Características

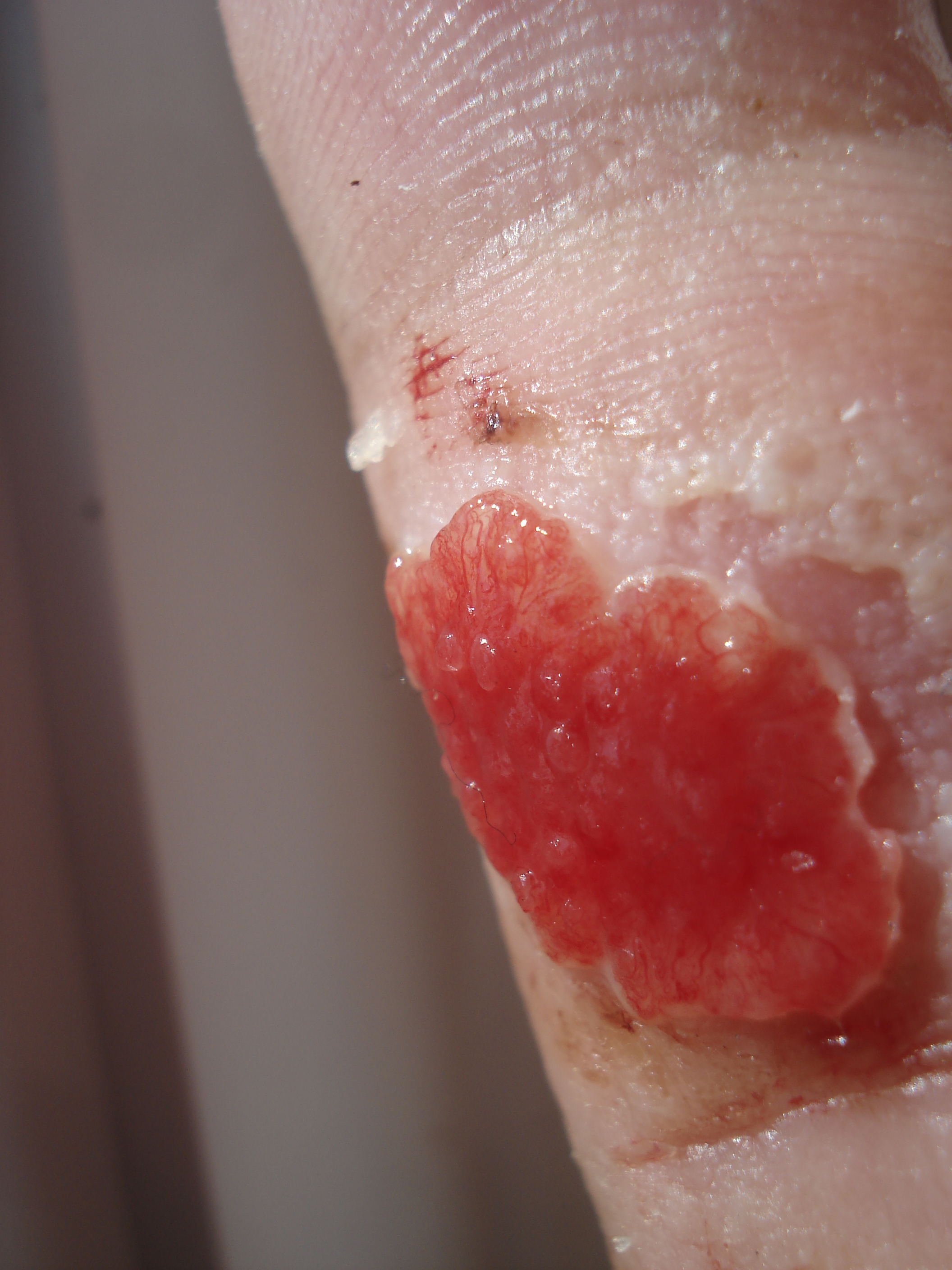
Ejemplo de tejido granular en un corte en un dedo.

Durante la fase proliferativa de la cicatrización, el tejido granular presenta las siguientes características:
- de color rojo claro o rosado oscuro, perfundido (permeado) con nuevos circuitos capilares o "papilas";
- suave al tacto; húmedo; y de apariencia irregular (granular).

## Estructura
El tejido granular está formado por una matriz de tejido que aloja una amplia variedad de tipos de células, la mayoría de las cuales se encuentran asociadas con algunas de las siguientes funciones:
- matriz extracelular,
- sistema inmune, o
- vascularización.

Un exceso de tejido granular es denominado "caro luxurians".

### Matriz extracelular
La matriz extracelular del tejido granular es creada y modificada por la acción de fibroblastos. Inicialmente, consiste en una red de colágeno de Tipo III, una variedad débil de proteína estructural que puede ser producida rápidamente. Esta es posteriormente reemplazada por el colágeno de Tipo I el cual es más fuerte, dando lugar al tejido de la cicatriz.

### Inmunidad
Las principales células inmunológicas activas en el tejido son macrofagos y neutrófilos, aunque también se encuentran presentes otros leucocitos. Los mismos se encargan de fagocitar tejido viejo o dañado, y proteger el tejido nuevo de infecciones patológicas. Esto es preciso tanto para ayudar al proceso de curación como para brindar protección contra patógenos invasivos, ya que a menudo la herida no posee una barrera de piel efectiva que sirva de primera línea de defensa.

### Vascularización
Es preciso desarrollar una red de vasos sanguíneos tan pronto como sea posible para proveer nutrientes al tejido en crecimiento, para remover los residuos celulares, y transportar nuevos leucocitos hacia la zona. Los fibroblastos, que son las principales células que depositan el tejido granular, requieren de oxígeno para proliferar y depositar una nueva matriz extracelular.
En la vascularización, también denominada angiogénesis, las células endoteliales rápidamente se convierten en tejido a partir de vasos sanguíneos existentes intactos. Los mismos se bifurcan en forma sistemática, formando anastomosis con otros vasos.